# Wardenburg
Wardenburg – gmina samodzielna (niem. Einheitsgemeinde) w Niemczech, w kraju związkowym Dolna Saksonia, w powiecie Oldenburg.

## Współpraca
Miejscowości partnerskie:
- Eelde, Holandia
- Röbel/Müritz, Meklemburgia-Pomorze Przednie